# Huningue
Huningue (in tedesco: Hüningen, in alsaziano: Hinige) è un comune francese di 7 283 abitanti situato nel dipartimento dell'Alto Reno nella regione del Grand Est.
La città fa parte della conurbazione di Basilea (Svizzera). Essa è collegata alla città tedesca di Weil am Rhein da un ponte pedonale sul fiume Reno, chiamato ponte dei Tre Paesi.

## Storia

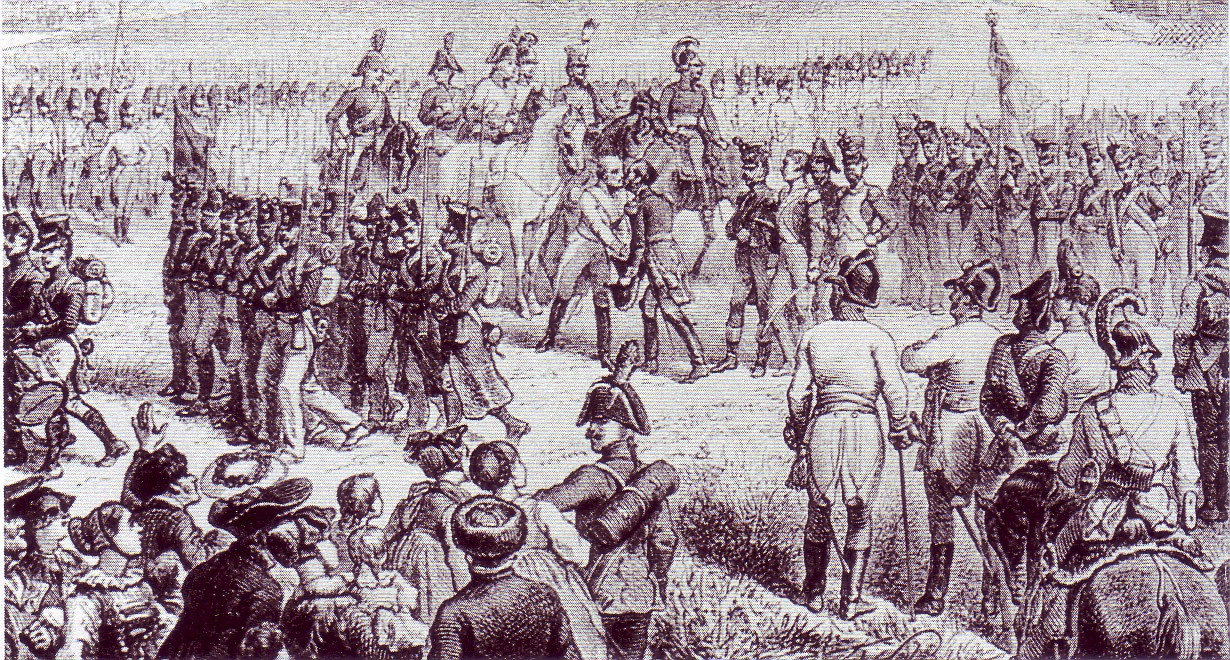
Joseph Barbanegre ottiene l'onore delle armi a Huningue nel 1815 dopo essere stato sconfitto dagli austriaci

Il generale Joseph Barbanègre alla testa di una guarnigione di soli 500 uomini tenne la città per due mesi contro forze nemiche ammontanti a circa 30.000 soldati comandati dall'arciduca Giovanni arrendendosi dopo l'abdicazione di Napoleone. Dopo la resa la città era quasi completamente distrutta.

## Società

### Evoluzione demografica
Abitanti censiti